# Володьки (Узденский район)
Володьки (бел. Вало́дзькі) — деревня в Узденском районе Минской области Беларуси. Входит в состав Дещенского сельсовета.

## География
Рядом проходят автомобильные дороги Н9876, Н9877.
Ближайшие населённые пункты Дегтяное, Дещенка, Рябиновка и др.

## История
До 30 октября 2009 год деревня входила в состав Озерского сельсовета.

## Население

### Численность
- 2019 год — 104 жителя

### Динамика
- 2009 год — 30 жителей (перепись населения)[3]
- 2019 год — 104 жителя (перепись населения)